# Olof Wallquist
Olof Wallquist, född 6 juni 1755 i Edsbergs socken i Närke, död 30 april 1800 i Norrköping, begravd i Vreta klosters kyrka i Östergötland var en svensk biskop och politiker. Han var farbror till kemisten Elof Wallquist.

## Biografi
Wallquist kom från Strängnäs gymnasium 1773 till Uppsala universitet och tog efter grundliga studier 1779 filosofie graden. År 1776 blev han prästvigd och 1779 blev han adjunkt i Klara församling i Stockholm. Där gjorde han sig omtyckt som predikant i biblisk anda. 
På rekommendation av kanslirådet Johan Ihre d.y., som han hade varit informator hos i Uppsala, erhöll han 1780 fullmakt som hovpredikant hos änkedrottning Lovisa Ulrika. Drottningen avled 1782 och han lämnade sin plats, men var fortfarande biktfader åt prinsessan Sofia Albertina. På hennes rekommendation fick han 1783 Alseda regala pastorat i Småland, som han tillträdde 1785. Samma år blev tjänsten om domprost i Växjö ledig och Wallquist sökte och fick platsen efter att kung Gustav III förordat honom. Efter Olof Osanders död 1787 utnämndes Wallquist till biskop.
Ledamot av Kungl. Nordstjärneorden 28 april 1789.
Åren 1791–1792 var Wallquist preses i Samfundet Pro Fide et Christianismo och blev den 18 mars 1800 hedersledamot av Kungliga Vitterhets Historie och Antikvitets Akademien.

## Politik
Som biskop var Wallquist medlem av ståndsriksdagen och ingick i prästståndet. Vid 1786 års riksdag hade han deltagit som representant för domkapitlet. Wallquist tog sida för monarkin och fick ett visst inflytande, men oppositionen mot kungen var i majoritet. Vid 1789 års riksdag handlade mycket om Gustav III:s ryska krig. Wallquist ställde sig på kungens sida i dennes strid med adeln. Inledningsvis såg kungen med misstro på Wallquist, men han lyckades övertyga kungen och fick då i uppdrag att leda det rojalistiska partiet inom prästeståndet. Han var tillsammans med prosten och medtävlaren Carl Gustaf Nordin starkt bidragande till att kungens planer bifölls.
Oppositionen såg Wallquist och Nordin som drivande för 1789 års revolutionära politik, även om detta inte var helt rätt uppfattat. Både Wallquist och Nordin var personliga vänner med kungen och vänner av en stark kungamakt. De var däremot inte för envälde utan var övertygade om behovet av flera maktnivåer i samhället, inklusive förespråkare för sitt eget stånds rättigheter. De var heller inte vänner av alltför våldsamma åtgärder mot adeln.
Wallquist försökte avstyra det ryktbara uppträdet i rikssalen 17 februari, men lyckades inte. När så kungen erbjöd de ofrälse stånden de privilegier som resulterade i Förenings- och säkerhetsakten, svarade Wallquist å sitt stånds vägnar och tackade för de i kungens tal gjorda uttalandena mot enväldet, för att på så sätt binda kungen till titt löfte. 
Wallquist var medlem av den deputation för vilken förslaget till Förenings- och säkerhetsakten sedan framlades. Han lyckades på så sätt förhindra att riksdagens beskattningsrätt överflyttades till utskottsmöten. Han ogillade starkt de revolutionära åtgärder, till exempel fängslandet av de adliga oppositionschefernas och föredragningen på rikssalen 21 februari vid vilken akten drevs igenom, men gav prästeståndets bifall mot att kungen den 2 mars gav försäkringar angående prästerliga ämbetstillsättningar. 
Även kungens uppträdande på Riddarhuset 27 april, varigenom han övertalade adeln att åta sig bevillning på obestämd tid, hade Wallquist velat avstyra. När kungen ändå begav sig till Riddarhuset, lugnade han ner det djupt oroade prästeståndet genom att beställa frukost till dem alla. 
Motsättningarna mellan Wallquist och Nordin verkar inte ha varit av principiell karaktär, utan låg förmodligen på det personliga planet. Wallquist misstänkte att det var Nordin som låg bakom kungens ursprungliga misstro mot honom och de var mycket olika som person. Wallquist var en djärv estradör och drog sig inte för att synas. Nordin var försiktig, timid men verkade i det tysta.
Landet hade ett stort budgetunderskott och Nordin hade föreslagit att riksdagen skulle anta en motion om ett tvångslän av silver. Wallquist avstyrde detta och hans viktigaste bidrag till riksdagsarbetet var att hans insatser för att lösa frågan om statsfinanserna. Wallquist var ledamot av hemliga utskottet  och lyckades ordna så att förvaltningen av statsskulden överlämnades åt ett riksgäldskontor vilket övervakades och styrdes av riksdagen. På detta sätt förmåddes ständerna ta på sig ansvaret för statsskulden. 
Wallquists agerande under riksdagen gjorde att han steg i kungens aktning. När den nya regeringskonseljen Rikets allmänna ärendens beredning upprättades i stället för det genom Förenings- och säkerhetsakten upplösta rådet blev Wallquist 15 maj 1789 chef för ecklesiastikexpeditionen, trots att detta var en instans som Nordin hade tagit initiativet till. l maj hade Wallquist utnämnts till kungens biktfader och överhovpredikant. 
År 1790 blev Wallquist ordförande för Kungliga kommissionen över rikets tabellverk. Då Eric Ruuth på hösten samma år lämnade ansvaret för finansärendena, ansågs allmänt Wallquist vara påtänkt som dennes efterträdare. Så blev emellertid inte fallet, utan istället steg Nordin åter i kungens aktning, särskilt sedan Nordin visat sig mera positiv än Wallquist till sammankallandet av riksdagen i Gävle 1792. Då riksdagen inleddes arrangerade kungen en slags försoning mellan Nordin och Wallquist, varefter Nordin övertog den egentliga ledningen av prästeståndet. 
Wallquist spelade dock även vid denna riksdag en ganska betydande roll. Han var medlem av sekreta utskottet och förmådde prästståndet att erbjuda avlöning av de dittills oavlönade tjänstemännen i Ecklesiastikexpeditionen. Han ogillade förslaget att man skulle framföra sitt tack till kungen för Förenings- och säkerhetsakten, men han utverkade ändå sitt stånds medgivande. 
Wallquist beredde Gustaf III för döden och berättade senare om detta, även om berättelsens sanningshalt ibland betvivlats. Efter Gustav Adolf Reuterholms utnämning entledigades han 14 augusti 1792 från sin ministerplats och återvände till sitt stift. Vid jubelfesten i Uppsala 1793, då han skrev prästerskapets betänkande till Kungl. Maj:t ("Handlingar rörande jubelfesten"), blev han teologie doktor. Han deltog åter i 1800 års riksdag varvid den gamla rivaliteten med Nordin åter blossade upp. Wallquist försökte ta makten över prästståndet genom att låta trycka sina protokoll, men Nordin genomdrev avslag. Wallquist drabbades kort därefter av slaganfall och dog.

## Gärning i Växjö stift
Wallquist var aktiv i Växjö stift. Han började med en enkät till alla präster och deras svar är nu en värdefull källa om livet i socknarna. Han samlade böcker och lade grunden till länsbibliotekets samling med ett gymnasiebibliotek på 6000 band. Såväl i kyrkliga som i läroverksfrågor var han strängt konservativ och motsatte sig särskilt att i lärdomsskolorna införa mångläseriet. Wallquist var intresserad av historia och av den svenska kyrkans historia. I manuskript efterlämnade han Företal och register till ett exemplar av Sigfrid Lorentz Persson Gahms "Archivum smolandicum" (av Wallquist skänkt till Växjö läroverkets bibliotek), Berättelse om riksdagen i Stockholm 1789, Berättelse om riksdagen i Gefle 1792, samt en självbiografi, omfattande tiden till 1789. Hans barn adlades 1799 med bibehållande av namnet Wallquist. Ätten utslocknade 1838.